# Distrito electoral de Grove (condado de Madison, Nebraska)
Grove (en inglés: Grove Precinct) es un distrito electoral ubicado en el condado de Madison en el estado estadounidense de Nebraska. En el Censo de 2010 tenía una población de 162 habitantes y una densidad poblacional de 1,74 personas por km².

## Geografía
Grove se encuentra ubicado en las coordenadas 41°57′36″N 97°46′32″O / 41.96000, -97.77556. Según la Oficina del Censo de los Estados Unidos, Grove tiene una superficie total de 93.21 km², de la cual 93.21 km² corresponden a tierra firme y (0%) 0 km² es agua.

## Demografía
Según el censo de 2010, había 162 personas residiendo en Grove. La densidad de población era de 1,74 hab./km². De los 162 habitantes, Grove estaba compuesto por el 96.3% blancos, el 1.23% eran afroamericanos, el 0% eran amerindios, el 0% eran asiáticos, el 0% eran isleños del Pacífico, el 2.47% eran de otras razas y el 0% pertenecían a dos o más razas. Del total de la población el 2.47% eran hispanos o latinos de cualquier raza.